# Ortachne erectifolia
Ortachne erectifolia là một loài thực vật có hoa trong họ Hòa thảo. Loài này được (Swallen) Clayton mô tả khoa học đầu tiên năm 1985.